# Frédérique Bel
Frédérique Bel (Annecy, 24 de março de 1975) é uma atriz e modelo francesa. Ela é bem conhecida por interpretar o personagem de Dorothy Doll na pequena seqüência La Minute Blonde em Le Grand Journal do Canal+. Ela então teve uma bem-sucedida carreira de atriz desempenhando vários papéis em muitos filmes e séries de televisão.

## Biografia
Frédérique Bel nasceu em Annecy no departamento de Haute-Savoie. Depois de obter o seu exame final do ensino médio, ela se mudou para a região da Alsácia, onde estudou literatura moderna em Estrasburgo. Ela se formou com um mestrado em história das artes, e mais tarde começou a carreira como modelo forro lingerie e corpo para pagar suas aulas de comédia.

## Carreira de atriz
Frédérique Bel fez sua estréia no cinema em 2000, desempenhando um pequeno papel no filme na comédia Deuxième vie, e mais tarde no filme de comédia La Beuze (2003). Ela teve papéis coadjuvantes em comédia famosos e filmes românticos. Estes incluem Tu rire vas, mais je te quitte (2004), Imposture (2005) e Les Poupées russes (2005). Ela retratou Miss França na ficção científica da comédia Un ticket pour l'espace (2006) e mais tarde apareceu no filme de comédia Camping que teve uma bilheteria de 5,5 milhões de telespectadores. No mesmo ano, o diretor de cinema Emmanuel Mouret deu a ela um papel em sua comédia romântica mudança de endereço, também com ele mesmo. Mais tarde, ela contou em três outros de seus filmes, que são Un baiser s'il vous plaît (2007), Fais-moi plaisir! (2009), e L'Art d'aimer (2011).
Ela desempenhou em 2010 um pequeno papel no filme de aventura fantástica Les aventures extraordinaires d'Adèle Blanc-Sec, dirigido por Luc Besson. Ela interpretou o papel principal em 2011 suspense Les Nuits rouges du Bourreau de Jade onde jogou em Hong Kong o papel de Catherine Trinquier, um papel inspirado de uma mulher que se torna um criminoso. Em 2012, ela apareceu no filme autor L'amour dure trois ans dirigido por Frédéric Beigbeder, e depois teve um papel coadjuvante na comédia popular Les Seigneurs dirigido por Olivier Dahan.
Em 2014, ela interpretou uma das personagens principais do filme de comédia Qu'est-ce qu'on a fait au Bon Dieu? com Christian Clavier e Chantal Lauby. O filme foi um enorme sucesso, com uma bilheteria de mais de 200.000 espectadores em sua data de lançamento. Ela então apresentou o mesmo ano na comédia-drama La Liste de mes envies, que foi lançado logo depois e é uma adaptação do romance de mesmo título, lançado em 2012.

## Filmografia
| Ano  | Filme                                           | Papel                      |
| ---- | ----------------------------------------------- | -------------------------- |
| 2000 | Deuxième vie                                    | Namorada do pai de Vincent |
| 2003 | La Beuze                                        | Menina nua                 |
| 2004 | L'Incruste                                      | Amiga de Céline            |
| 2004 | Un long dimanche de fiançailles                 | Prostituta                 |
| 2004 | Tu vas rire, mais je te quitte                  | Vanessa                    |
| 2005 | Les Poupées russes                              | Barbara                    |
| 2005 | Imposture                                       | Estudante com cinta dental |
| 2006 | Un ticket pour l'espace                         | Miss France                |
| 2006 | Camping                                         | Christy Bergougnoux        |
| 2006 | Changement d'adresse                            | Anne                       |
| 2007 | Ma vie n'est pas une comédie romantique         | Super Gamer secretary      |
| 2007 | Tel père telle fille                            | Catherine                  |
| 2007 | Un baiser s'il vous plaît                       | Caline                     |
| 2008 | Les Dents de la nuit                            | Alice                      |
| 2008 | Vilaine                                         | Aurore                     |
| 2009 | Safari                                          | Fabienne                   |
| 2009 | Fais-moi plaisir!                               | Ariane                     |
| 2009 | La Grande Vie                                   | Odile                      |
| 2010 | Les aventures extraordinaires d'Adèle Blanc-Sec | Bourgeoise                 |
| 2010 | Entre nous deux                                 | Christine                  |
| 2011 | Au bistro du coin                               | Fanny                      |
| 2011 | Les Nuits rouges du Bourreau de Jade            | Catherine Trinquier        |
| 2011 | Beur sur la ville                               | Menina loira               |
| 2011 | L'Art d'aimer                                   | vizinha de Achille         |
| 2012 | L'amour dure trois ans                          | Kathy                      |
| 2012 | Les Seigneurs                                   | Floria                     |
| 2013 | Hôtel Normandy                                  | Isabelle de Castlejane     |
| 2014 | La Liste de mes envies                          | Danièle                    |
| 2014 | Qu'est-ce qu'on a fait au Bon Dieu?             | Isabelle Verneuil          |